# セルジュ・モスコヴィッシ
セルジュ・モスコヴィッシ（Serge Moscovici,　1925年6月14日 - 2014年11月15日 ）は、ルーマニア出身でフランスを拠点に活動する社会心理学者。
フランスの社会科学高等研究院教授を務め、パリにあるヨーロッパ社会心理学研究所（Laboratoire européen de psychologie sociale）の局長。1975年にパリに人間科学会館（Maison des sciences de l’homme）を設立。彼はヨーロッパ科学芸術アカデミーの会員であり、レジオンドヌール勲章を授与している。またハンガリー科学アカデミー、ロシア科学アカデミーの名誉会員である。
政治家のピエール・モスコヴィッシは息子である。

## 人物・来歴
ルーマニアのブライラでユダヤ系の家庭に生まれた。1938年、反ユダヤ主義の高まりによって在学していたブカレストの高校から退学を余儀なくされた。1941年1月、ブカレストでポグロムの被害を受けて強制労働キャンプに連行され、1944年8月23日のソ連軍の侵攻まで収監された。第二次世界大戦中のこの4年間に、彼はフランス語を学び、スピノザやデカルトなど哲学書を読みふけった。
解放後のモスコヴィッシはパレスチナ、ドイツ、オーストリアなどを精力的に旅した。また、のちにレトリスムを創始することになるイシドール・イズーと出会い、共同で芸術文芸批評誌「Da」を発行したが、ほどなく検閲にひっかかった。共産党がルーマニアの政府に参加した時に政治的所属に基づく促進を拒絶したので、彼は代わりにNicolae Malaxaの所有している大きなブカレスト工場の溶接工になった。
1947年、国外亡命者キャンプのルートを利用しルーマニアを去り、ハンガリー、オーストリア、イタリアを経由してフランスにたどり着いた。
1949年、心理学の学士号を手に入れ、翌年パリの心理学学院（Institut de psychologie）の卒業証書を手に入れた。
1950年から彼はソルボンヌ大学に通い続けるために難民基金を頼った。1961年に彼はダニエル・ラガシェ（Daniel Lagache）指導の下フランスで精神分析心理現象の論文を発表した。同時に彼は認識論と科学史をAlexandre Koyréによって教養を積み、同年アメリカのスタンフォード大学やプリンストン高等研究所に招待され、彼はイエール大学でも働き、1964年パリにある高等研究実習院の校長に選ばれた。彼はニューヨークのThe New School、ジュネーヴのジャン＝ジャック・ルソー教育研究所やルーヴェン・カトリック大学、ケンブリッジ大学などフランス国内や他国の様々な大学の客員教授となった。
彼はEuropean Journal of Social Psychology（1969－1974）を共同編集した。またTheory of Social Behavior（1985）、collection Psychologie socialeフランス大学新聞（PUF）、European Studies in Social Psychology (1982) 、パリでÉditions de la Maison des Sciences de l’Hommeを編集した。

## 著書
- Psychanalyse, son image et son public PUF, 1961/1976
- Reconversion industrielle et changements sociaux. Un exemple: la chapellerie dans l'Aude, Armand Colin, 1961
- L’Expérience du mouvement. Jean-Baptiste Baliani, disciple et critique de Galilée, Hermann, 1967
- Essai sur l’histoire humaine de la nature, Flammarion, 1968/1977『自然の人間的歴史』
- Société contre nature, Union générale d’éditions, 1972 /Seuil, 1994
- Hommes domestiques et hommes sauvages, Union Générale d’éditions, 1974『飼いならされた人間と野性的人間』
- Social influence and social change, Academic Press, 1976.
- Psychologiedes minorités actives, PUF, 1979
- L’Âgedes foules: un traité historique de psychologie des masses, Fayard, 1981『群衆の時代』
- Machine à faire les dieux, Fayard, 1988『神々を作る機械‐社会学と心理学‐』
- Chronique des années égarées: récit autobiographique, Stock, 1997
- Representations: Explorations in Social Psychology, Polity Press, 2000
- De la Nature. Pour penser l’écologie, Métailié, 2002
- «Réenchanter la nature. Entretiens avec Pascal Dibie », Aube, 2002.

### 参考
- Le site de S. Moscovici
- Le site du LEPS